# Вихоревка
Вихоревка (рус. Вихоревка) град је у Русији у Иркутској области. Према попису становништва из 2010. у граду је живело 22520 становника.

## Становништво
| 1959.  | 1970.  | 1979.  | 1989.  | 2002.  | 2010.  |
| ------ | ------ | ------ | ------ | ------ | ------ |
| 10.861 | 17.901 | 20.502 | 23.872 | 24.763 | 22.520 |